# ドランクバイヤーちどり
『ドランクバイヤーちどり』は、原作・青木健生、作画・岸みきおによる日本の漫画作品。
無料漫画雑誌『コミック・ガンボ』（デジマ発行）にて2007年28号より隔週連載していたが、同年12月に同誌が休刊したことにより中断。後に『プレイコミック』（秋田書店発行）に場所を移し、『ドランクヴィーナスちどり』と改題して2008年10号より連載して完結した。2010年8月より一部の携帯コミックで配信されている。
単行本は、1巻が2008年1月18日にガンボコミックスから発売される予定だったが、前年12月に出版社が事業停止したため発売されなかった。その後も単行本の出版はされなかったが、2009年に岸みきおの同人サークル・みきお屋からCOMIC ZINを介してA5判の同人誌として頒布されている。

## 概要
舛屋（ますや）百貨店の酒類担当バイヤーの酒神ちどりが日本酒のウンチクを語る漫画。

## 同人誌
- ドランクバイヤーちどり1（2009年5月5日発行、「ドランクバイヤーちどり」1話 - 7話収録[1]）
- ドランクバイヤーちどり2（2009年11月15日発行、「ドランクバイヤーちどり」8話 - 14話収録（なお11話以降は本書初公開）[2]）